# アンリ・デ・トンティ

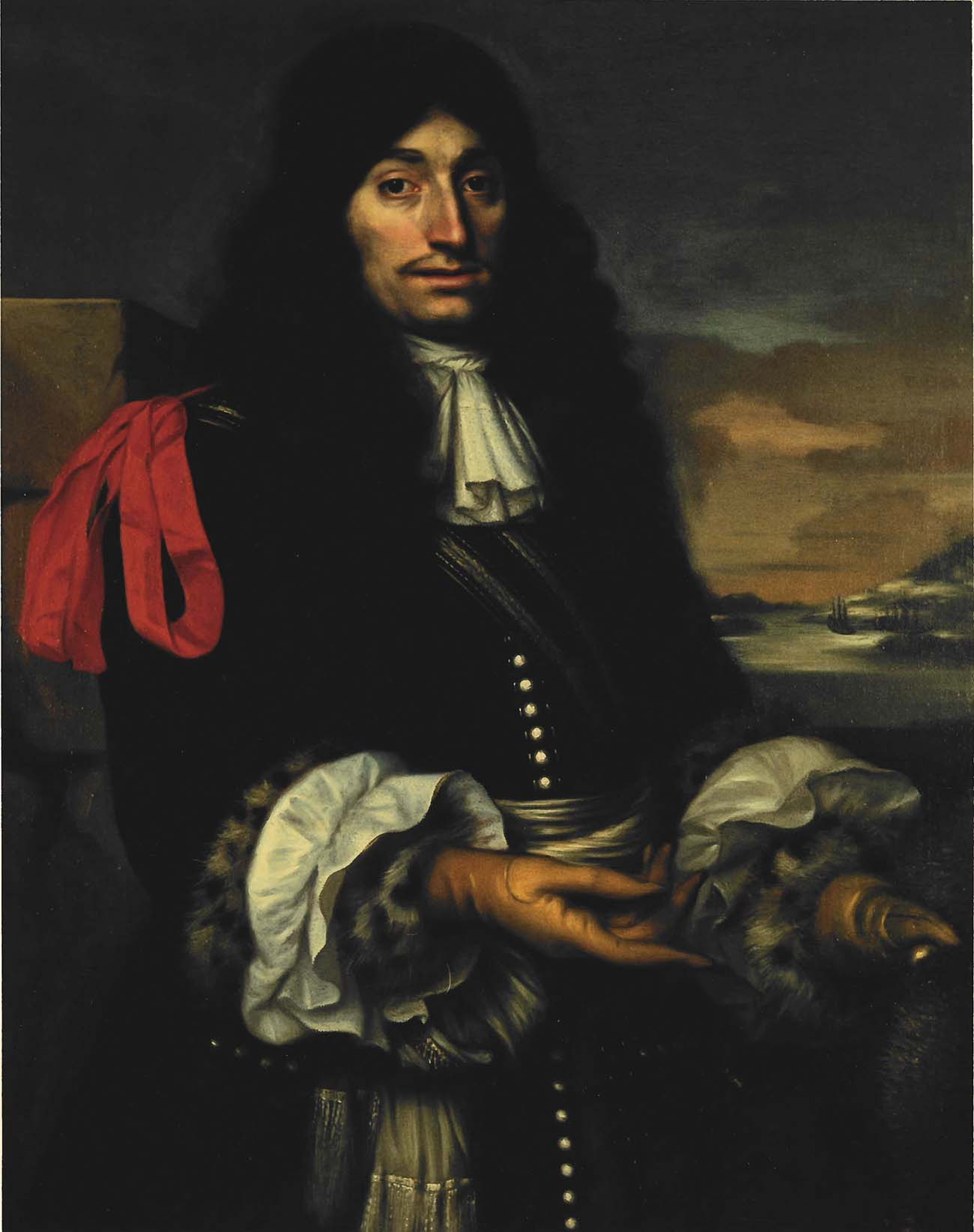
アンリ・デ・トンティ

アンリ・デ・トンティ（Henri de Tonti、1649年または1650年 - 1704年9月)は、フランスに仕えたイタリア生まれの軍人、探検家、毛皮交易者。
アンリ・デ・トンティは恐らく1649年か1650年のどちらかに、イタリアのガエータ近くで生まれた。資本家で元ガエータ知事のロレンツォ・デ・トンティは彼の父親で、現在のデトロイトを創設した一人、アルフォンス・デ・トンティは彼の弟である。
ロレンゾはイタリア・ナポリのスペイン領総督に対する反乱に関与し、アンリの誕生時の頃、フランスに亡命を余儀なくされた。
1668年、アンリはフランス陸軍に入り、後にフランス海軍に勤めた。シチリア戦争の間、アンリは手榴弾の爆発で手を失い、それ以来彼は人口装具のフックを手袋で覆い身に付けたため、「鉄の手」というあだ名が付いた。
1678年の夏、トンティは、著名なロベール＝カブリエ・ド・ラ・サールと旅をした。ラ・サールはトンティを有能な仲間と認めていた。ラ・サールは、オンタリオ州に戻ってくるまでの間、トンティにイリノイ州のクレヴクール砦を持たせた。
1682年の春、トンティはラ・サールと共に旅をし、有名なミシシッピ川の川下りをした。トンティの手紙と日記は、これらの探検の価値のある情報源である。
1683年にラ・サールがフランスに戻った時、彼はトンティにイリノイ川沿いのセントルイス砦を任せた。3年後、トンティは、ラ・サールがメキシコ湾からミシシッピ川を上って戻ってくることを知り、自ら南へ行って川を上るラ・サールに会おうとしたが、見つけることはできず、戻る前にメキシコ湾に到達した。彼はアーカンザス川河口に数人の男を残し、後にアーカンソー州の歴史的な町、アーカンソーポストとなる交易所を作った。
1687年の間、トンティはイギリスとその同盟のイロコイとの戦いに従事した。1688年、彼はセントルイス砦に戻り、そこで見つけたラサール探検隊のメンバーが、ラ・サールが死んだ事実を隠していたことを知る。トンティは生存者を探すために遠征隊を派遣し、1689年の10月には彼自身も探しはじめた。
1690年の春、トンティはレッド川をのぼり、そこでテキサス州北東部のカドの村々に到着した。カドは彼らになんの支援もせず、トンティは撤退せざるを得なかった。
トンティは、1690年代と1700年代のはじめ、数度の金銭上の困難を経験し、ルイジアナ植民地を創設していたピエール・ル・モイン・ディベルヴィユと会うためにミシシッピ川を下った。トンティはルイジアナに到達し、植民に参加した。1702年、彼はチョクトーとチカソーの部族の使節に選ばれ、1704年に討伐隊を率いて、彼らとのいくつかの交渉を指揮した。
1704年の8月、トンティは黄熱にかかり、現在のアラバマ州モービルの近くのオールドモービルで死んだ。